# Voineasa (Vâlcea)
Pour les articles homonymes, voir Voineasa.
Voineasa est une commune roumaine située dans le județ de Vâlcea.